# Bécasse du Bukidnon
Scolopax bukidnonensis
Espèce
Statut de conservation UICN

 LC  : Préoccupation mineure
La Bécasse du Bukidnon (Scolopax bukidnonensis) est une espèce d'oiseaux de la famille des Scolopacidae, endémique des Philippines.

## Histoire de l'espèce
Des spécimens de cette espèce avaient déjà été collectés dans les années 1960 mais rapportés à la bécasse d'Eurasie (Scolopax rusticola). Cet oiseau a été observé et identifié comme nouvelle espèce par des ornithologues pour la première fois lors d'une visite ornithologique en 1993, sur le mont Kitanglad, dans la province de Bukidnon à Mindanao.

## Aire de répartition
Cet oiseau vit à travers les forêts pluviales de Luçon (en) et quatre massifs montagneux de Mindanao.

## Statut
L'espèce ne semble pas immédiatement menacée dans la mesure où elle se cantonne dans des forêts difficilement pénétrables et assez pauvres en bois précieux.

## Référence
- Kennedy, Fisher, Harrap, Diesmos & Manamtam : A new species of woodcock (Aves: Scolopacidae) from the Philippines and a re-evaluation of other Asian/Papuasian woodcock. Forktail 17 p. 1–12. Publication originale